# Бесарабівка (річка)
Бесара́бівка, Бесарабиха — річка в Україні, у Краматорському районі Донецької області, ліва притока Казенного Торця (басейн Дону).

## Опис
Довжина річки 11 км, похил — 6,3 м/км, найкоротша відстань між витоком і гирлом — 7,82 км, коефіцієнт звивистості річки — 1,41. Площа басейну водозбору 60,4 км². Річка формується декількома безіменними струмками та багатьма загатами.

## Розташування
Бере початок на південний захід від села Маяки. Спочатку тече переважно на південний схід через Карпівку[джерело?], потім тече на південний захід та схід через місто Слов'янськ і впадає в річку Казенний Торець, праву притоку Сіверського Дінця.

## Цікаві факти
- У Слов'янську річку перетинає євроавтошлях E40М03 та залізниця. На лівому березі річки на відстані приблизно 1 км розташована станція Слов'янський Курорт.
- Спочатку річка прісна, а коли вона протікає через Слов'янський курорт стає солоною. Це відбувається тому, що багато солоних струмків впадає в неї.